# St James' Catholic Church, Brighton
St James' Catholic Church är en kyrka belägen i Brighton i Victoria i Australien som tillhör den romersk-katolska kyrkan. Byggandet av långhuset inleddes 1891 efter ritningar av Edgar J Henderson. Byggnaden, som ersatte en träkyrkobyggnad från 1883, invigdes den 15 november 1891. En kyrkorgel värd 350 pund, tillverkade dels av Alfred Fuller och dels av Anderson, invigdes den 29 juni 1902. Orgeln kom att betecknas som ett sällsynt exempel på Fullers arbete.  En tillbyggnad skedde 1908. Kyrkobyggnadens tvärskepp, absid, kor och sakristia uppfördes 1924 efter ritningar av Schreiber och Jorgensen. Tillbyggnaden, som kostade drygt 14 393 pund, invigdes den 30 november 1924. Kyrkobyggnaden pryddes 1934 med opus sectile-väggar och golvbeläggningar av romerska mosaiker. Kyrkobyggnaden togs upp på delstatens kulturskyddsregister 1984.
På morgonen den  30 mars 2015 skadades kyrkobyggnaden allvarligt av en brand. Kyrkbänkarna, altaret och orgeln förstördes i branden. Skådespelerskan Rachel Griffiths sa att det var "en lättnad" att se kyrkobyggnaden ryka. Griffiths länkade vidare byggnaden till prästen Ronald Pickering, som tjänstgjorde i församlingen 1978–1993. Åren 1960–1980 utförde Pickering flera sexuella övergrepp på pojkar, varav att flertal kom senare att begå självmord.